# Dekanat aniński
Dekanat aniński – dekanat diecezji warszawsko-praskiej wchodzącej w skład metropolii warszawskiej. Dziekanem dekanatu anińskiego jest ks. Krzysztof Waligóra, proboszcz parafii Wniebowzięcia Najświętszej Maryi Panny w Warszawie-Zerzniu.  
Lista parafii:
| Lp. | Miejscowość / parafia                                  | Proboszcz / administrator       | Zdjęcie |
| --- | ------------------------------------------------------ | ------------------------------- | ------- |
| 1   | Warszawa-Aleksandrów Wieczerzy Pańskiej                | ks. Jan Sawicki od 2020         |         |
| 2   | Warszawa-Anin Matki Bożej Królowej Polski              | ks. Marek Doszko od 2008        |         |
| 3   | Warszawa-Falenica Najświętszego Serca Pana Jezusa      | ks. Krzysztof Węglarz od 2022   |         |
| 4   | Warszawa-Las św. Karola Boromeusza                     | ks. Marek Gradziński od 2022    |         |
| 5   | Warszawa-Miedzeszyn Matki Bożej Dobrej Rady            | ks. Marek Serafin od 2016       |         |
| 6   | Warszawa-Miedzeszyn Dobrego Pasterza                   | ks. Dariusz Stefanowicz od 2023 |         |
| 7   | Warszawa-Międzylesie Imienia Najświętszej Maryi Panny  | ks. Grzegorz Sławiński od 2013  |         |
| 8   | Warszawa-Radość Matki Bożej Anielskiej                 | ks. Bronisław Micek od 2017     |         |
| 9   | Warszawa-Sadul św. Benedykta                           | ks. Mariusz Lech od 2022        |         |
| 10  | Warszawa-Zerzeń Wniebowzięcia Najświętszej Maryi Panny | ks. Krzysztof Waligóra od 2005  |         |

stan na dzień 20.12.2023